# ميسا شيميزو
ميسا شيميزو (باليابانية: 清水美沙) هي ممثلة يابانية، ولدت في 25 سبتمبر 1970 في اليابان.

## أعمال

### أفلام
- (1997) الانقليس[4]
- (1998) دكتور اكاجي
- (2001) ماء دافئ أسفل جسر أحمر

## وصلات خارجية
- ميسا شيميزو على موقع IMDb (الإنجليزية)
- ميسا شيميزو على موقع ألو سيني (الفرنسية)
- ميسا شيميزو على موقع أول موفي (الإنجليزية)
- ميسا شيميزو على موقع قاعدة بيانات الأفلام السويدية (السويدية)
- ميسا شيميزو على موقع قاعدة بيانات الفيلم (الإنجليزية)
- ميسا شيميزو على موقع كينوبويسك (الروسية)